# Yasin Pehlivan
Yasin Pehlivan (ur. 5 stycznia 1989 w Wiedniu) – austriacki piłkarz pochodzenia tureckiego występujący na pozycji pomocnika.

## Kariera klubowa
Pehlivan treningi rozpoczął w wieku 9 lat w klubie WS Ottakring. Trenował tam przez 2 lata, a potem przeszedł do juniorów zespołu First Vienna. W 2002 roku trafił do juniorskiej ekipy Rapidu Wiedeń. W sezonie 2008/2009 został włączony do jego pierwszej drużyny. W austriackiej Bundeslidze zadebiutował 22 lutego 2009 roku w przegranym 1:2 meczu z Red Bull Salzburg. 14 marca 2009 roku w wygranym 6:0 spotkaniu z Kapfenbergerem SV strzelił pierwszego gola w trakcie gry w Bundeslidze. W 2009 roku wywalczył z zespołem wicemistrzostwo Austrii. Następnie grał w Gaziantepsporze, Bursasporze i Kayseri Erciyessporze. W 2015 przeszedł do Red Bull Salzburg. Z kolei w 2017 roku został zawodnikiem Spartaka Trnawa.

## Kariera reprezentacyjna
Pehlivan jest byłym reprezentantem Austrii U-20 oraz U-21. W pierwszej reprezentacji Austrii zadebiutował 1 kwietnia 2009 roku w wygranym 2:1 meczu eliminacji Mistrzostw Świata 2010 z Rumunią. W eliminacjach do mundialu 2010 rozegrał 6 spotkań, ale nie awansował z kadrą na ten turniej.